# 馬什夫
51°11′25″N 24°6′54″E / 51.19028°N 24.11500°E
馬什夫（烏克蘭語：Машів）是位於烏克蘭西部沃倫州裏科韋利區的村莊，處於加帕河畔，面積3.55平方公里，海拔高度189米，2001年該城鎮人口735。